# Still D.R.E.
〈Still D.R.E.〉는 미국의 래퍼 닥터 드레의 곡으로, 동료 미국인 래퍼 스눕 독이 수록되어 있다. 1999년 10월 13일, 드레의 멀티플래티넘 두 번째 스튜디오 음반 《2001》(1999년)의 리드 싱글로 발매되었다.
싱글 자체가 인기를 끌면서 음반이 멀티플래티넘의 위상에 도달하는 데 도움을 주었으며, 드레가 힙합계의 선두로 복귀했음을 알렸다. 〈Still D.R.E.〉는 데뷔했고 빌보드 핫 100에서 93위에 올랐다. 이것은 영국에서 1위에 오른 R&B 차트에서 더 성공적이었다. 이 노래는 범죄, 드라마, 스릴러 영화 《트레이닝 데이》(2001년), 게임내 라디오 방송인 웨스트코스트 클래식에서 비디오 게임인 《그랜드 테프트 오토 V》(〈The Next Episode〉와 함께)에 수록되어 있으며, 미국 드라마 시리즈인 《프리즌 브레이크》에도 수록되어 있다.

## 인증
| 국가                                                             | 인증        | 판매량/출하량 |
| ---------------------------------------------------------------- | ----------- | ------------- |
| 덴마크 (IFPI Danmark)                                            | 플래티넘    | 90,000        |
| 독일 (BVMI)                                                      | 골드        | 250,000       |
| 영국 (BPI)                                                       | 2× 플래티넘 | 1,200,000     |
| 스트리밍                                                         |             |               |
| 덴마크 (IFPI Danmark)                                            | 골드        | 1,300,000     |
| 판매량+스트리밍을 기반으로 한 인증 · 스트리밍을 기반으로 한 인증 |             |               |